# Arqueopterígids
Els arqueopterígids (Archaeopterygidae) són una família de l'ordre Archaeopterygiformes i al seu torn, a l'ordre Saurischia, ja que es consideren el pont entre els rèptils, i la classe Aves, i per tant, el punt d'inflexió entre tots dos taxons parafilètics.
Aquesta família engloba gèneres com Archaeopteryx, Jurapteryx, Proornis i Wellnhoferia.
Alguns autors han inclòs a grups com els Dromaeosauridae (conegut pels gèneres Velociraptor o Deinonychus) dins de la família Archaeopterygidae, encara que els que recolzen aquesta hipòtesi són un grup minoritari.